# Warren megye (New Jersey)
Warren megye az Amerikai Egyesült Államokban, azon belül New Jersey államban található. Megyeszékhelye Belvidere. Lakosainak száma 109 632 fő (2020. április 1.).

## Szomszédos megyék
- Monroe megye (északnyugat)
- Sussex megye (északkelet)
- Morris megye (kelet)
- Bucks megye (dél)
- Hunterdon megye (dél)
- Northampton megye (nyugat)

## Népesség
A megye népességének változása:
| Lakosok száma | 108 686 | 108 210 | 107 781 | 107 379 | 106 869 | 109 632 |
|               | 2010    | 2011    | 2012    | 2013    | 2015    | 2020    |